# Giorgio Venturin
Giorgio Venturin (Bollate, 9 luglio 1968) è un dirigente sportivo, allenatore di calcio ed ex calciatore italiano, di ruolo centrocampista.

## Carriera

### Giocatore
Cresciuto nel Torino, vi rimane fino al 1994, alternando esperienze in prestito prima al Cosenza, con cui disputa la sua prima annata da titolare nei professionisti (30 presenze, 5 gol) e poi al Napoli, a stagioni in maglia granata, vincendovi un campionato di Serie B e una Coppa Italia, ed esordendo anche in maglia azzurra.
Passa nel 1994 alla Lazio, per 5 miliardi di lire e voluto da Zdeněk Zeman, dove rimane fino al gennaio 1999, fatta salvo la stagione in prestito al Cagliari. Con i biancocelesti vince una seconda Coppa Italia e una Supercoppa italiana, la seconda dopo quella col Napoli, dove però non era sceso in campo.

Venturin (a destra) al Napoli nel 1990, in contrasto sul fiorentino Lăcătuș (al centro).

A inizio 1999 tenta la pista estera, trasferendosi all'Atlético Madrid dove rimane per una stagione e mezza, l'ultima delle quali culminata con la retrocessione del club spagnolo.
Torna perciò in Italia, al Torino, dove vince un secondo campionato di Serie B e può perciò riassaggiare i campi della Serie A. Nel 2002 svincolato, si accasa al Taranto per una stagione. Nel 2003 rimane senza squadra, finché, a gennaio 2004 si accorda con la Lodigiani dove conclude la carriera agonistica nel 2005.

### Allenatore e dirigente
Nel 2006 diventa testimonial della scuola calcio della Cisco Roma, la società capitolina che aveva acquisito il titolo sportivo della Lodigiani, immediatamente dopo il ritiro di Venturin. Nella stagione 2007-2008 allena gli allievi nazionali della compagine romana.
Nel giugno 2008 entra in possesso del 20% delle azioni del club e pochi mesi dopo ne diventa direttore generale dopo le dimissioni di Di Patrizi, oltre a ricoprire la carica di responsabile del settore giovanile.
Dal 30 settembre 2017 è osservatore della Nazionale Under 21 di Di Biagio. Nel 2022 passa alla nazionale maggiore con lo stesso ruolo.

## Statistiche

### Cronologia presenze e reti in nazionale
| Cronologia completa delle presenze e delle reti in nazionale ― Italia | Cronologia completa delle presenze e delle reti in nazionale ― Italia | Cronologia completa delle presenze e delle reti in nazionale ― Italia | Cronologia completa delle presenze e delle reti in nazionale ― Italia | Cronologia completa delle presenze e delle reti in nazionale ― Italia | Cronologia completa delle presenze e delle reti in nazionale ― Italia | Cronologia completa delle presenze e delle reti in nazionale ― Italia | Cronologia completa delle presenze e delle reti in nazionale ― Italia |
| Data                                                                  | Città                                                                 | In casa                                                               | Risultato                                                             | Ospiti                                                                | Competizione                                                          | Reti                                                                  | Note                                                                  |
| --------------------------------------------------------------------- | --------------------------------------------------------------------- | --------------------------------------------------------------------- | --------------------------------------------------------------------- | --------------------------------------------------------------------- | --------------------------------------------------------------------- | --------------------------------------------------------------------- | --------------------------------------------------------------------- |
| 4-6-1992                                                              | Boston                                                                | Italia                                                                | 2 – 0                                                                 | Irlanda                                                               | U.S. Cup 1992                                                         | -                                                                     | 46’                                                                   |
| Totale                                                                |                                                                       | Presenze                                                              | 1                                                                     |                                                                       | Reti                                                                  | 0                                                                     |                                                                       |

## Palmarès

### Giocatore

#### Club

##### Competizioni nazionali
- Campionato italiano di Serie B: 2

Torino: 1989-1990, 2000-2001
- Supercoppa italiana: 2

Napoli: 1990
Lazio: 1998
- Coppa Italia: 2

Torino: 1992-1993
Lazio: 1997-1998

##### Competizioni internazionali
- Coppa Mitropa: 1

Torino: 1991